# Henrique I do Luxemburgo
Henrique (964 - 27 de fevereiro de 1026), da Casa de Luxemburgo, foi Conde de Luxemburgo (como Henrique I ) a partir de 998 e Duque da Baviera (como Henrique V) a partir de 1004. Era filho de  Sigifredo do Luxemburgo (c. 922 – 28 de outubro de 998) e de Edviges de Nordegávia.
Em 1004, ele recebeu o Ducado da Baviera do seu cunhado, Henrique II do Sacro Império Romano-Germânico, também duque da Baviera. Numa disputa com o imperador em 1009, o imperador Henrique II o depôs do ducado, mas em 1017, o devolveu. 
Henrique não casou e o Condado de Luxemburgo passou para o seu sobrinho, Henrique II do Luxemburgo e o Ducado da Baviera voltou para o poder do imperador, que nessa altura era Conrado II do Sacro Império Romano-Germânico, que ofereceu ao seu filho, o futuro imperador Henrique III. 